# Apteronotus milesi
Apteronotus milesi är en fiskart som beskrevs av De Santana och Maldonado-ocampo 2005. Apteronotus milesi ingår i släktet Apteronotus och familjen Apteronotidae. Inga underarter finns listade i Catalogue of Life.